# Danger-Inseln
Die Danger-Inseln (englisch Danger Islands, spanisch Islotes Peligro) sind eine Gruppe von sieben Inseln an der östlichen Spitze der Antarktischen Halbinsel.

## Geographie
Die Inselgruppe liegt etwa 20 Kilometer südöstlich der Joinville-Insel und erstreckt sich von Nordost nach Südwest. Nächster Nachbar ist die auf halber Strecke zwischen den Danger-Inseln und der Joinville-Insel gelegene Insel Brash Island. Die größte Insel der Gruppe ist die Darwin-Insel. Sie ist etwa kreisrund, hat einen Durchmesser von einem Kilometer und ist von steilen, bis zu 80 m hohen Klippen umgeben. Die kleinste Insel ist Dixey Rock, eine 25 m hohe isolierte Felsnadel. Zur Inselgruppe gehören ferner die Heroína-Insel, die nordöstlichste der Danger-Inseln, die von der argentinischen Antarktisexpedition von 1948/49 nach ihrem Expeditionsschiff Heroína benannt wurde, Peine Island (auch als Comb Island bekannt), Beagle Island, Platter Island (auch Plato-Insel) und ganz im Südwesten Earle Island.

## Geschichte
James Clark Ross entdeckte die Inselgruppe am 28. Dezember 1842 auf seiner dritten Reise mit den Schiffen Erebus und Terror (1839 bis 1843). Weil sie zwischen dem Packeis verborgen blieben, bis er fast auf sie aufgelaufen wäre, nannte er sie eingedenk der überstandenen Gefahr nach dem englischen Wort dafür Danger-Inseln.
Im Mai 2024 wurden die Inseln auf der 46. Jahrestagung der Antarktis-Vertragsstaaten zum Schutzgebiet (ASPA-180) erklärt. Das Archipel soll unter anderem vor negativen Einflüssen touristischer Aktivitäten geschützt werden und darf daher nur noch mit einer speziellen Genehmigung betreten werden.

## Tierwelt
Die Danger-Inseln sind bekannt für ihre großen Brutkolonien von Adeliepinguinen. Eine Schätzung von 1996 ergab allein für die Heroina-Insel eine Population von etwa 300.000 Paaren. Bei einer Untersuchung von 2017/2018 auf der Basis direkter Bodenzählungen und automatisierter Zählungen mit Hilfe unbemannter Luftfahrzeuge wurden 751.527 Brutpaare für die gesamte Inselgruppe gezählt. Ältere Untersuchungen zeigen die Verteilung über die einzelnen Inseln. Dabei ist die Kolonie auf der Beagle-Insel mit etwa 97.000 Paaren die größte, gefolgt von Heroina mit 51.000, Platter mit 28.000 und Earle mit 24.000 Paaren. In kleinerer Anzahl findet man Zügel- und Eselspinguine. Weitere auf den Inseln heimische Meeresvögel sind der Kapsturmvogel, der Weißgesicht-Scheidenschnabel, die Dominikanermöwe, die Subantarktikskua, die Buntfuß-Sturmschwalbe und die Antipodenseeschwalbe.
BirdLife International weist die Danger-Inseln als Important Bird Area (AQ062), die Earle-Insel gesondert als AQ064 aus.